# J-PARC

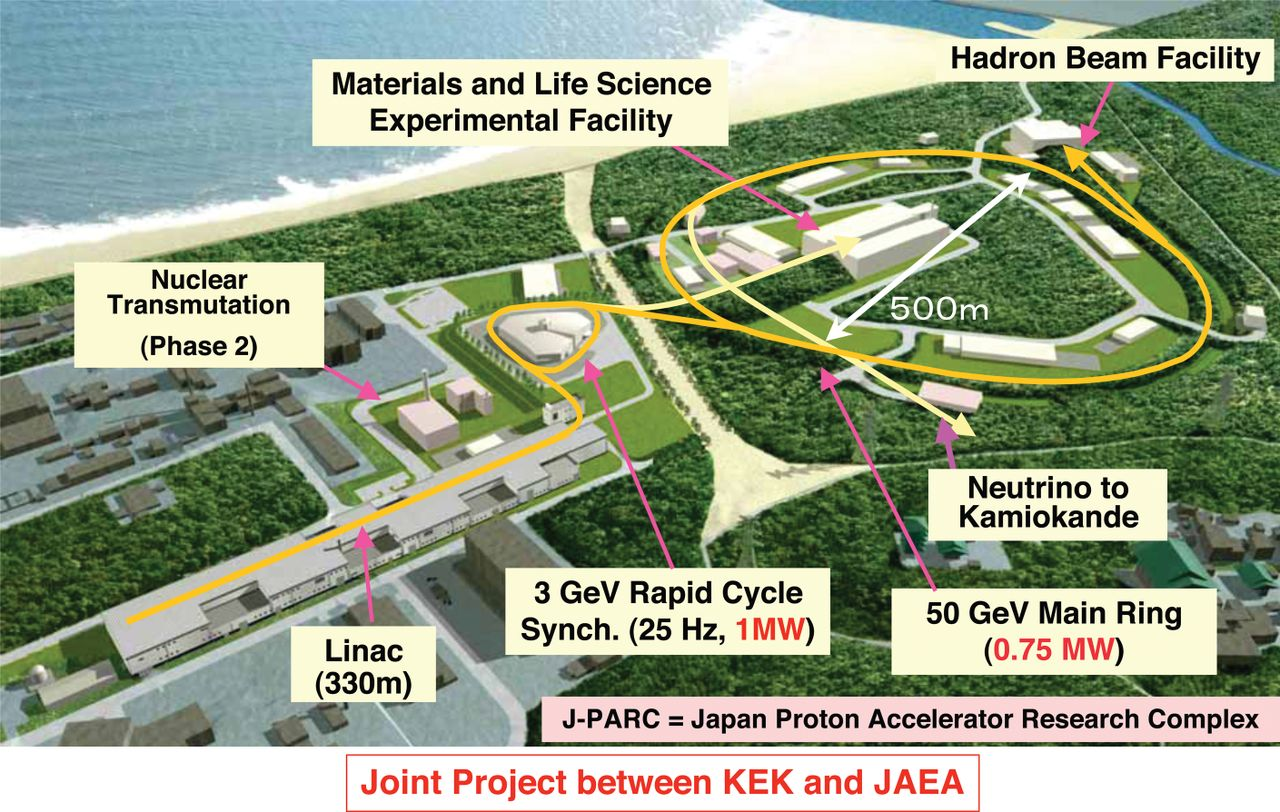
Instalación completa del J-PARC a vista de pájaro

El J-PARC (Complejo de Investigación del Acelerador de Protones de Japón) es una instalación nuclear que funciona como acelerador de protones de alta intensidad. Es un proyecto conjunto entre el KEK y la Agencia de la Energía Atómica de Japón (JAEA). Ubicado en el campus de Tokai de esta última institución, está dedicado a la investigación en campos como la ciencia de materiales, las ciencias de la vida, la física nuclear y la física de partículas. Utiliza haces de protones de alta intensidad para crear haces secundarios de alta intensidad de neutrones, hadrones y neutrinos.

## Componentes

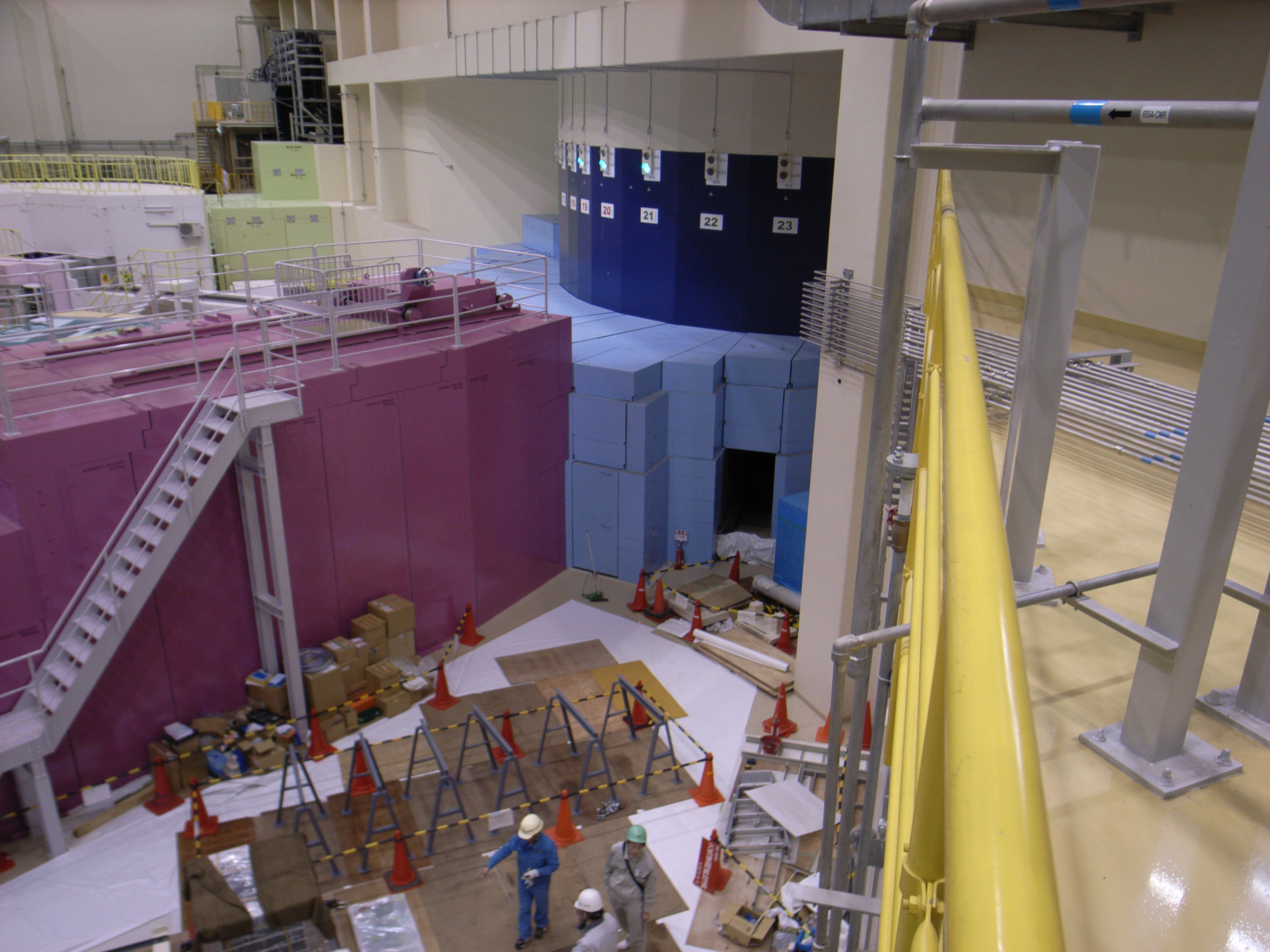
Sala de experimentos MLF del J-PARC

La instalación nuclear incluye tres partes principales: el acelerador lineal de protones con una potencia de 400 MeV, el sincrotrón de ciclo rápido (RCS) de 3 GeV y el anillo principal (MR) de un sincrotrón de 30 GeV. Hay dos áreas experimentales principales: la Instalación Experimental de Materiales y Ciencias de la Vida (MLF), donde el haz de protones del RCS se utiliza para crear haces de neutrones o muones para estudios posteriores, y la Instalación de Hadrones (HD), donde el haz del anillo principal se utiliza para crear partículas hadrónicas pesadas como piones y kaones. El haz del anillo principal también se utiliza para crear haces de neutrinos para su análisis en el laboratorio Kamioka, situado unos 300 kilómetros al oeste. Un proyecto planificado también permitirá la investigación de nuclear waste transmutation impulsado por aceleradores.